# Тасша Вітаявірой
Тасша Вітаявірой (нар. 10 червня 1986) — колишня таїландська тенісистка.
Найвищу одиночну позицію світового рейтингу — 439 місце досягла 2 травня 2005, парну — 320 місце — 24 квітня 2006 року.
Здобула 5 парних титулів туру ITF.
Завершила кар'єру 2007 року.

## Фінали ITF
| турніри $10,000 |

### Одиночний розряд (0–1)
| Результат | Ранг | Дата          | Турнір                | Покриття | Суперниця         | Рахунок  |
| --------- | ---- | ------------- | --------------------- | -------- | ----------------- | -------- |
| Поразка   | 1.   | 3 жовтня 2004 | Балікпапан, Індонезія | Тверде   | Напапорн Тонгсалі | 4–6, 5–7 |

### Парний розряд (5–7)
| Результат | Ранг | Дата              | Турнір              | Покриття | Партнерка         | Суперниці                                  | Рахунок          |
| --------- | ---- | ----------------- | ------------------- | -------- | ----------------- | ------------------------------------------ | ---------------- |
| Перемога  | 1.   | 9 листопада 2003  | Пуне, Індія         | Тверде   | Монтіні Тангпхонг | Гіта Маногар Арчана Венкатараман           | 4–6, 7–5, 6–4    |
| Перемога  | 2.   | 19 січня 2004     | Нью-Делі, Індія     | Тверде   | Монтіні Тангпхонг | Сатомі Кіндзьо Такаґісі Томойо             | 3–6, 6–0, 6–3    |
| Поразка   | 1.   | 9 травня 2004     | Джакарта, Індонезія | Тверде   | Ліза Андріяні     | Септі Менде Вукірасіх Савондарі            | 4–6, 3–6         |
| Поразка   | 2.   | 30 серпня 2004    | Нью-Делі, Індія     | Тверде   | Монтіні Тангпхонг | Рушмі Чакравартхі Сай Джаялакшмі Джаярам   | W/O              |
| Поразка   | 3.   | 26 вересня 2004   | Джакарта, Індонезія | Тверде   | Ліза Андріяні     | Латіша Чжань Пічіттра Тхонґдач             | 3–6, 4–6         |
| Поразка   | 4.   | 24 жовтня 2004    | Пуне, Індія         | Тверде   | Вілаван Чомптанґ  | Акгуль Аманмурадова Сай Джаялакшмі Джаярам | 3–6, 6–4, 3–6    |
| Перемога  | 3.   | 30 жовтня 2005    | Мумбаї, Індія       | Тверде   | Вілаван Чомптанґ  | Ніколе Клеріко Ксенія Палкіна              | 5–7, 7–5, 6–3    |
| Перемога  | 4.   | 1 квітня 2006     | Мумбаї, Індія       | Тверде   | Нудніда Луангам   | Наташа Хан Клер Петерзан                   | 3–3 ret.         |
| Поразка   | 5.   | 8 квітня 2006     | Ченнаї, Індія       | Ґрунт    | Нудніда Луангам   | Cho Jeong-a Kim Ji-young                   | 4–6, 4–6         |
| Поразка   | 6.   | 30 липня 2006     | Бангкок, Таїланд    | Тверде   | Вілаван Чомптанґ  | Аю Фані Дамаянті Нудніда Луангам           | 2–6, 2–6         |
| Перемога  | 5.   | 12 листопада 2006 | Маніла, Філіппіни   | Тверде   | Као Шао-юань      | Kim Jung-eun Lim Sae-mi                    | 6–2, 7–5         |
| Поразка   | 7.   | 19 листопада 2006 | Маніла, Філіппіни   | Тверде   | Као Шао-юань      | Ноппаван Летчівакарн Варатчая Вонгтінчай   | 6–3, 3–6, 6–7(2) |

## Участь у Кубку Федерації

### Парний розряд
| Розіграш                                                            | Стадія | Дата          | Місце                  | Супротивник                                  | Покриття   | Партнерка       | Суперниці                             | W/L | Рахунок  |
| ------------------------------------------------------------------- | ------ | ------------- | ---------------------- | -------------------------------------------- | ---------- | --------------- | ------------------------------------- | --- | -------- |
| Кубок Федерації 2006 Плей-оф світової групи II Кубка Федерації 2006 | P/O    | 16 липня 2006 | Братислава, Словаччина | Збірна Словаччини з тенісу в Кубку Федерації | Тверде (i) | Нудніда Луангам | Жанетта Гусарова Магдалена Рибарикова | L   | 2–6, 3–6 |